# Pakambala velká
Pakambala velká (Scophthalmus maximus) je mořská paprskoploutvá ryba ze skupiny platýsů, která je snadno rozpoznatelná pro svůj atypický tvar uzpůsobený životu na mořském dně, kdy je zahrabána v písku či bahně. Její tělo je zcela zploštělé, neustále leží na jedné straně a k tomuto účelu u ní došlo i k posunutí očí na levou stranu těla. Nyní jsou ve vertikální poloze.

## Výskyt

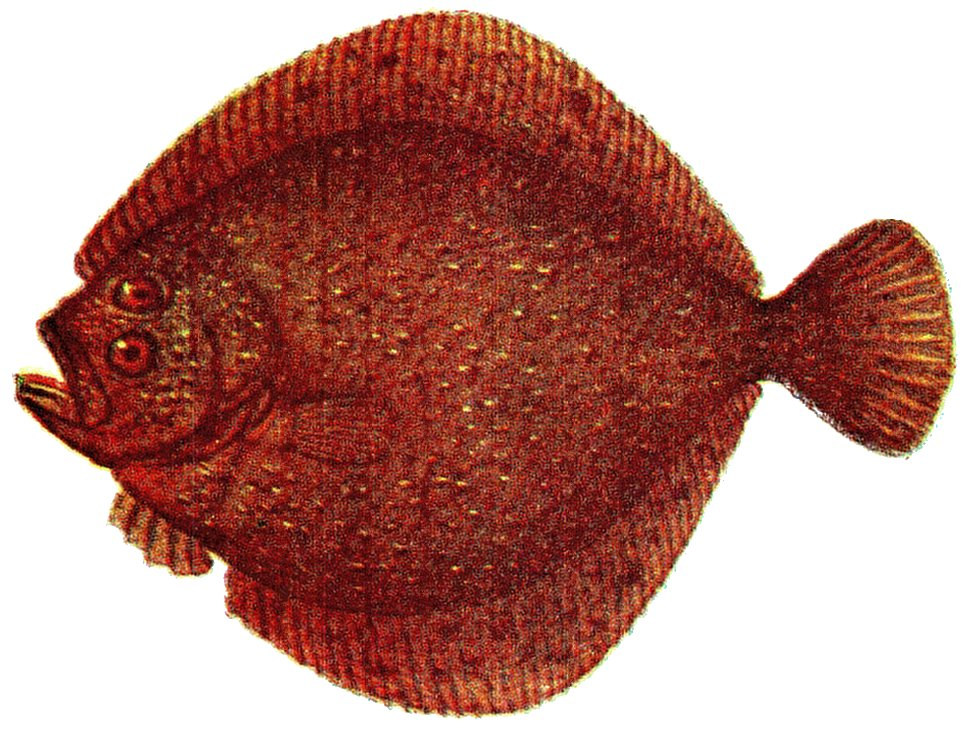
Kresba pakambaly velké

Pakambala velká obývá oblast severovýchodní části Atlantského oceánu. Je možné se s ní setkat kolem celého pobřeží Britských ostrovů, ale její hlavní výskyt je převážně v jižní části tohoto souostroví. Dále při pobřeží Portugalska, Španělska, Francie, Islandu, v oblasti kanálu La Manche, v Norsku až k oblastem polárního kruhu, kolem Dánska a částečně v Baltském moři. Trvale sídlí také v Černém moři a v některých oblastech Středozemního moře.
Obývá převážně oblasti s písčitým až bahnitým dnem, které jí umožňuje se zahrabat do měkkého podloží a schovat se. Takto čeká, dokud se k ní nepřiblíží její kořist. Nejčastěji obývá oblasti s hloubkou od 20 metrů do 80 metrů.

## Popis
Pakambala velká dorůstá průměrně velikosti od 50 do 80 cm, ale byli pozorováni i jedinci, kteří měli okolo 1 metru. Maximální zjištěná váha jedince dosáhla 25 kilogramů a maximální věk 25 let. Jedná se o druh z čeledi platýsů, který je typický svým uspořádáním těla. Pakambala podobně jako ostatní leží na jedné straně těla. Jedná se o pravý bok, který je orientován ke dnu. Levý bok směřuje k vodní hladině. Nachází se na něm i pár očí, které se vlivem adaptace na tento druh života přesunuly z centrální polohy těla na levý bok. V přední části se nachází poměrně veliká tlama, která je zakřivená. Hřbetní a prsní ploutve jsou téměř souvislé kolem celého těla. Zakončena je rozpoznatelným ocasem.

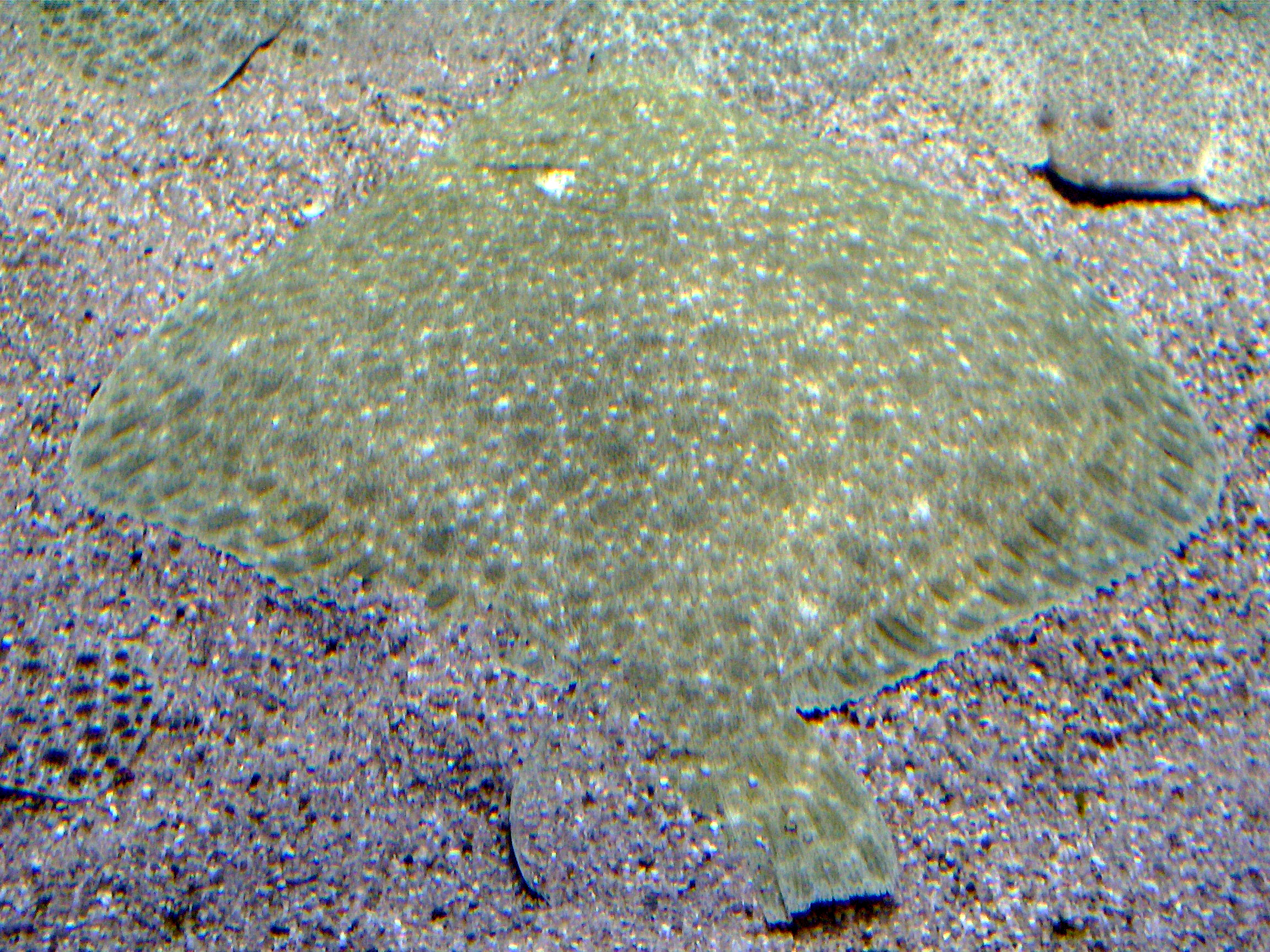
Pakambala velká na písečném dně

Tělo pakambaly má téměř pravidelný tvar, který při horním pohledu připomíná přibližně kruh. Tělo je nízké, což odpovídá přisedlému životu u mořského dna. Levá strana má tmavou barvu protkanou světlejšími oblastmi, které slouží jako dokonalá kamufláž pro život u dna. Tato barva se často u jedinců mění v závislosti na podloží, na kterém žijí. Pravá strana má oproti tomu mléčnou barvu.

## Potrava
Živí se drobnými živočichy, kteří se nacházejí na mořském dně, jako korýši, kraby, či rybkami.

## Rozmnožování

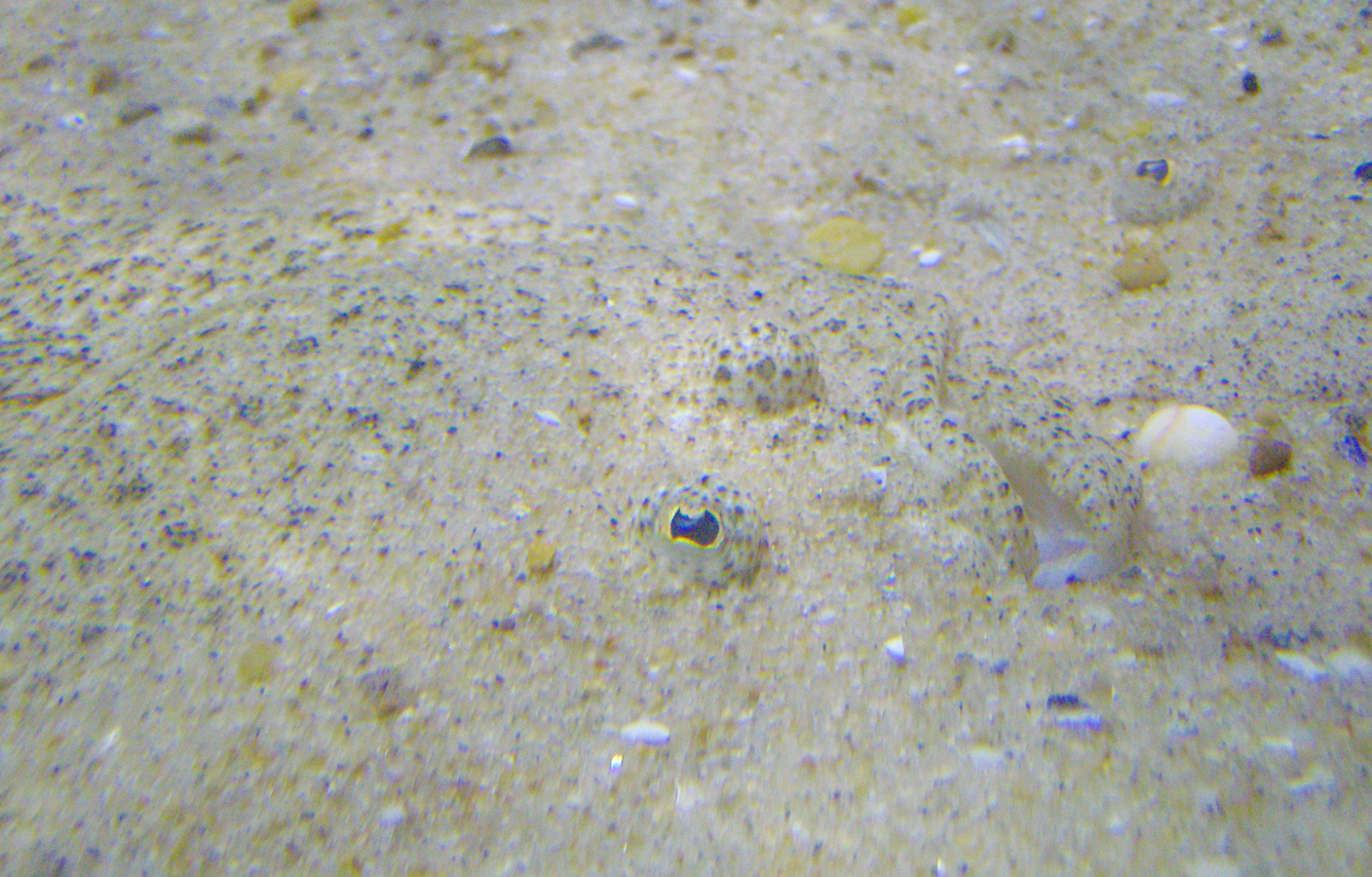
Zcela zamaskovaná pakambala v písku, nad písek kouká pouze její oko

Páření probíhá mezi dubnem a srpnem, načež pak samice klade vajíčka.

## Hospodářské využití
Pakambala velká se loví pro maso, ale pro její konzumaci je nutné z ní udělat filety, které se pak dají snadno jíst. Je totiž příliš velká na vaření v celku. Jedná se o velmi ceněnou rybu, kterou je možno vařit, péct, grilovat, či připravovat na pánvi.